# Brasserie de Silly
 (avril 2021).
Si vous disposez d'ouvrages ou d'articles de référence ou si vous connaissez des sites web de qualité traitant du thème abordé ici, merci de compléter l'article en donnant les références utiles à sa vérifiabilité et en les liant à la section « Notes et références ».
La Brasserie de Silly est une brasserie artisanale située à Silly, en Belgique dans la province de Hainaut.

## Histoire
La brasserie est fondée en 1850 par Marcelin Meynsbrughen,fils de Nicolas (originaire de Ghoy), dans une ferme appelée la Cense de la Tour. Elle s'appelle alors la brasserie Meynsbrughen. Cette entreprise est toujours restée au sein de la même famille depuis six générations. En 1947, l'activité brassicole finit par supplanter l'activité agricole. L'entreprise ne produit alors que des bières à haute fermentation. Dès 1950, la brasserie commercialise une pils. En 1975, avec le rachat de la brasserie Tennstedt-Decroes à Enghien, elle poursuit la production de la bière Double Enghien. Ensuite, la gamme de bière s'est diversifiée avec la création entre autres d'une bière blanche et, plus récemment, d'une bière blanche au pamplemousse.
La brasserie fait partie de l'association brassicole Belgian Family Brewers.

## Bières
Il existe actuellement 13 bières produites par la brasserie de Silly.
- Abbaye de Forest, une bière belge d'Abbaye reconnue triple blonde de haute fermentation titrant 6,5 % de volume d'alcool brassée  comme autrefois selon le respect de la tradition initié par les abbesses bénédictines et les brasseurs de l’abbaye de Forest.
- Cre Tonnerre, une bière triple blonde de haute fermentation additionnée de rhum et refermentée en bouteille titrant 7 % de volume d'alcool..
- La Divine, une bière ambrée de haute fermentation et de type abbaye titrant 9,5 % de volume d'alcool.
- Double Enghien Blonde, une bière de haute fermentation et de type régional titrant 7,5 % de volume d'alcool.
- Double Enghien Brune, une bière ambrée de haute fermentation et de type régional titrant 8 % de volume d'alcool.
- Enghien Noël, une bière triple blonde de haute fermentation et refermentée en bouteille titrant 9 % de volume d'alcool.
- Pink Killer, une bière de type blanche de haute fermentation au jus de pamplemousse rose titrant 5 % de volume d'alcool.
- Green Killer, une bière de type Indian Pale Ale titrant 6,5 % de volume d'alcool.
- Saison Silly, une bière brune de haute fermentation et de type saison titrant 5 % de volume d'alcool.
- Scotch Silly, une bière brun foncé de haute fermentation et de type scotch titrant 7,5 % de volume d'alcool, brassée depuis 1918.
- Silly Pils et Silly Pils Bio, une bière blonde de basse fermentation et de type pils titrant 5 % de volume d'alcool.
- Super 64, une bière ambrée de haute fermentation titrant 5 % de volume d'alcool.
- Titje, une bière de type blanche de haute fermentation titrant 5 % de volume d'alcool.

La brasserie produit aussi la Villée, une bière blonde à l'Eau de Villée titrant 5,9 % de volume d'alcool en collaboration avec la distillerie de Biercée qui la commercialise.